# Trichlorure de gallium
Le trichlorure de gallium est un composé chimique de formule GaCl3. Il s'agit d'un solide incolore et soluble dans pratiquement tous les solvants, y compris les alcanes, ce qui est inhabituel pour un halogénure de métal. C'est le précurseur principal de la plupart des composés du gallium et un réactif en synthèse organique. Comme les autres halogénures de métaux du groupe III, il forme des dimères Ga2Cl6 dans lesquels deux atomes de chlore sont pontants et quatre sont terminaux. À l'état solide, des dimères s'arrangent de manière analogue à celle du bromure d'aluminium AlBr3 en formant des tétraèdres qui partagent leurs arêtes pour former une structure cristalline monoclinique du groupe d'espace C2/m (no 12) avec les paramètres a = 1 194,8 pm, b = 685,5 pm, c = 705,0 pm, β = 125,69°. Ceci contraste avec le chlorure d'aluminium AlCl3, à la structure en feuillets. Il est fortement hygroscopique et réagit violemment avec l'eau. L'évaporation d'une solution aqueuse libère du chlorure d'hydrogène HCl.
Comme les autres halogénures d'aluminium, de gallium et d'indium, GaCl3 est un acide de Lewis fort. Il forme des adduits acide-base de Lewis stables avec des bases telles que des ions halogénure, des éthers, des amines ou des phosphines. Il réagit mieux que le chlorure d'aluminium avec les bases molles telles que les phosphines, tandis que les bases dures réagissent mieux avec le chlorure d'aluminium. Il est possible de le sublimer sous vide en-dessous de son point de fusion afin de le purifier.

## Synthèse
Le trichlorure de gallium peut être obtenu directement à partir des corps simples :
2 Ga + 3 Cl2 ⟶ 2 GaCl3.
Il est également possible de traiter le gallium élémentaire dans un flux de chlorure d'hydrogène HCl :
2 Ga + 6 HCl ⟶ 2 GaCl3 + 3 H2.
Une autre voie fait intervenir l'action du chlorure de thionyle SOCl2 sur l'oxyde de gallium(III) Ga2O3 à environ 200 °C :
Ga2O3 + 3 SOCl2 ⟶ 2 GaCl3 + 3 SO2.

## Applications
Le trichlorure de gallium est utilisé en catalyse acide, comme les réactions de Friedel-Crafts, ainsi que dans les réactions de carbogallation (en) avec des composés ayant une liaison triple carbone≡carbone. C'est un précurseur de réactifs organogallium également utilisé comme catalyseur dans de nombreuses réactions organiques.
110 tonnes d'une solution aqueuse de trichlorure de gallium ont servi pour l'expérience GALLEX dans les années 1990 au laboratoire national du Gran Sasso, en Italie, pour détecter les neutrinos solaires. Cela consistait à mesurer la capture électronique du 71
32Ge formé par l'interaction d'un neutrino électronique avec un atome de gallium 71 en libérant un électron :
νe + 71
31Ga ⟶ 71
32Ge + e–.